# Сіверськ
Сі́верськ (до 1973 — Яма) — місто в Україні, у Бахмутському районі Донецької області. Адміністративний центр Сіверської міської об'єднаної громади (з 2017р.). Статус міста — з 1961 року.
Сучасну назву місто отримало від назви найбільшої річки сходу України — Сіверський Донець, що протікає за 6 км від Сіверська. До 1973 року місто носило назву Яма за назвою однойменної місцевої річки.

## Населення
- 2001 рік — 14,393 мешканців;
- 2004 рік — 13,700 мешканців;
- 2009 рік — 12,700 мешканців;
- 2012 рік — 12,252 мешканців.[3]
- 2013 рік — 12,145 мешканців.[3]
- 2014 рік — 12,036 мешканців.[3]
- 2022 рік — на кінець року не більше 800 мешканців.

### Національний склад
Розподіл населення за національністю за даними перепису 2001 року:
| Національність  | Відсоток |
| --------------- | -------- |
| українці        | 81.23%   |
| росіяни         | 16.95%   |
| білоруси        | 0.76%    |
| молдовани       | 0.14%    |
| сакартвельці    | 0.12%    |
| інші/не вказали | 0.80%    |

### Мова
Розподіл населення за рідною мовою за даними перепису 2001 року:
| Мова            | Кількість | Відсоток |
| --------------- | --------- | -------- |
| українська      | 11045     | 76.70%   |
| російська       | 3253      | 22.59%   |
| білоруська      | 36        | 0.25%    |
| румунська       | 6         | 0.04%    |
| вірменська      | 4         | 0.03%    |
| інші/не вказали | 56        | 0.39%    |
| Усього          | 14400     | 100%     |

За даними перепису 2001 року населення міста становило 14393 особи, із них 76,7 % зазначили рідною мовою українську, 22,59 % — російську, 0,25 % — білоруську, 0,04 % — румунську, 0,03 % — вірменську, 0,01 % — гагаузьку та грецьку мови.
Рейтинг міста (за чисельністю населення) станом на 1 січня 2015 року:
| Місце в колишньому СРСР | Місце в Україні | Місце в області |
| ----------------------- | --------------- | --------------- |
| 1940                    | 319             | 42              |

## Географія
Місто розташоване на річці Бахмутка та її притоках: Ямі та Кам'янці. Знаходиться в північно-східній частині Донецької області на плато Донецького кряжу, яке в районі міста прорізає Бахмутка, у мальовничій місцевості північної частини Приємної долини.  
Найвищий пункт над рівнем моря 123 м (цвинтар "Новий"), найнижчий — 60 м (вул. Річна, Друге селище). 
Місцевість навколо багата на природні ресурси. Тут розвідано та експлуатується Ямське родовище доломіту, Ямське родовище кварцового піску, піску будівельного, Ямське родовище крейди, Ямське родовище глини, аргілітів.

## Археологія
На території теперішнього Сіверська люди жили з найдавніших часів. Тут виявлені майстерні обробки кременю епохи неоліту (VII-III тис. до н. е.).
Розкопано 8 курганів, поселення епохи міді та бронзи (ІІІ-І тис. до н. е.).
На території цього краю перехрещувалися різні культури. Тут в різні часові проміжки мешкали готи, гуни, авари, алани, болгари, хозари, скіфи, печеніги, половці.
До новітнього періоду стояли половецькі статуї — «кам'яні баби».
У VIII-X століттях з'являються слов'яни. Всі вони залишили після себе археологічні пам'ятки.

## Історія
В радянських довідниках історію Сіверська прийнято вести від 1913 року, від будівництва доломітного заводу. Але ж сучасний Сіверськ утворився шляхом об’єднання в 1950 році кількох сіл та селищ в один населений пункт – смт Яма. Усі ці поселення існували задовго до заснування селища Яма, яке їх об’єднало. Вони стали його складовою частиною і увійшли до складу міста не лише з територією, але й зі своєю історією. Тож історію Сіверська слід вести від найстарішого з них. 
Серед поселень, які утворили Сіверськ, найстарішим слід вважати Радивонівку.

#### Радивонівка
На правому березі Бахмутки та її притоці Ямі, на землях Кальміуської паланки Вольностей Війська Запорозького Низового, на межі XVII-XVIII ст. запорізькі козаки заснували поселення. При ньому було зведено млин для забезпечення борошном солеварів Бахмуту. Від того і пішла перша назва поселення – Старий Млин (Старая Мѣльница), яка збереглася на деяких мапах.
На «Достовєрних ландкартах …» 1749 і 1750 років на місці Радивонівки позначено два хутори, а на всій території, яку сьогодні займає Сіверськ, позначено шість хуторів.
В 1768 р. поселення увійшло до рангової дачі генерала Радивона Депрерадовича (онука одного з засновників Слов’яносербії Райко Прерадовича), відтоді отримало назву Радивонівка.
Входило до складу Званівської волості Бахмутського повіту Катеринославської губернії.

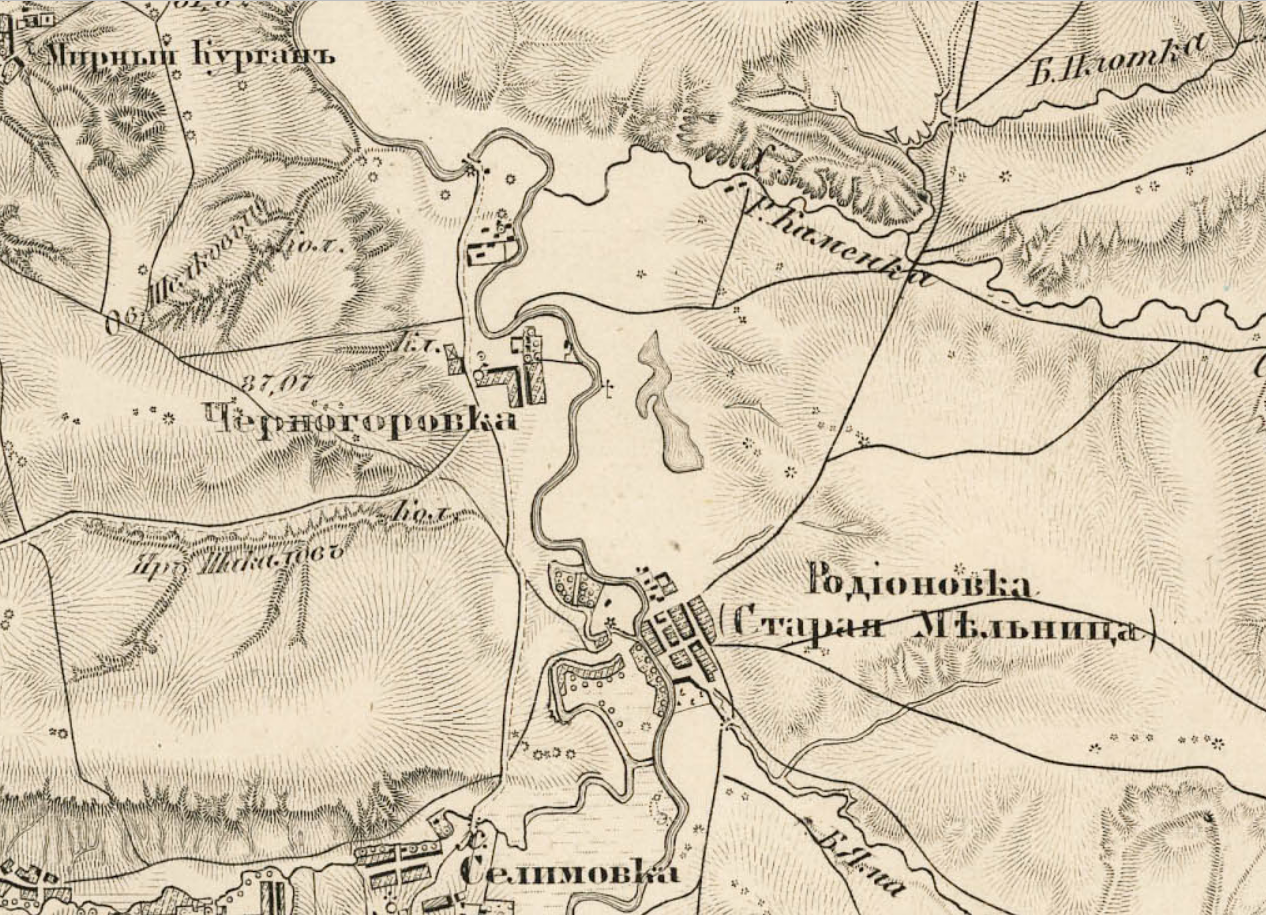
Радивонівка і Чорногорівка на мапі Шуберта.

В 1781-1787 роках по 4-й ревізії населення в селі Радивонівка 61 двір, 175 осіб чоловічої статі, 168 осіб жіночої статі. Село знаходилося на правому березі р. Бахмутка і на обох берегах р. Яма.
За даними 1859 року Радивонівка, панське село, над Бахмуткою, 15 господ, 503 осіб.
За даними 1886 року в Радивонівці господ — 139, проживає 958 осіб з них 47 грамотних, 51 навчається; всього будівель — 777, з них житлових — 146; кількість закладів: промислових — 5, питних — 2, інших торгових — 2. 
Відбувався щорічний ярмарок. 
Через Радивонівку (Старий Млин) проходив чумацький шлях з Бахмуту на Старобільський повіт.

#### Чорногорівка
Чорногорівка не багато поступається в заснуванні Радивонівці. Першими поселеннями в районі Чорногорівки були зимівники запорізьких козаків у Шовковому Яру, що знаходиться неподалік села. На «Достовєрних ландкартах …» 1749 року в районі Шовкового Яру позначено два хутори.
Перша відома назва Чорногорівки — Дмитрівка. Село Дмитрівка на річці Бахмутка після 1752 року було заселено вихідцями з Сербії — чорногорцями під урядуванням Депрерадовичей. До 1780 року  Деприрадовичі звели в Дмитрівці дерев’яний панський будинок, борошномельний млин на три постави та винокурний завод на сім котлів. В 1820 році маєток в Дмитрівці проданий генералу-майору Івану Любицькому, який обрав село місцем свого постійного проживання. В 1830-ті роки Любицький тут збудував двоповерховий особняк епохи класицизму з парком. В другій половині XIX ст. маєток в Чорногорівці придбав генерал-майор Олександр Батезатул.
За даними джерела "Списокъ населенныхъ мѣстъ по свѣдѣніямъ 1864 года. Харьковская губернія" — Чорногорівка село при річці Бахмутка, відстань від повітового міста — 80 верст, кількість дворів — 25, мешканців — 123 особи чоловічої статі, 125 осіб жіночої статі, завод винокурний.
Село Чорногорівка входило до складу Селимівської волості Ізюмського повіту Харківської губернії. В період 1921-1925рр. — до складу Закотнянської волості Слов'янського повіту Донецької губернії.
Після розкопок В.О. Городцовим в 1901 році  кургану-поховання епохи ранньої залізної доби (950—650 роки до н.е.) поблизу с. Чорногорівка, група пам'яток передскіфського ступеню кімерійської культури отримала загальну названу від назви села — Чорногорівська група.

#### Марченко
В 1859 р. на правому березі річки Кам'янка, вище впадіння в неї струмка Плотка засноване село Марченко.

#### Кам'янське
У 1881 р. на лівому березі річки Кам'янки почала працювати Кам'янська казенна зрошувальна дільниця. При ній утворилося однойменне селище. 
При зрошувальній дільниці в капітальній триповерховій на два крила будівлі працювала агрошкола — Кам'янське трикласне нижче сільськогосподарське училище. В 1914 році в агрошколі навчався відомий український поет Володимир Сосюра. 
В 1922 році була утворена Ямсько-Кам’янська трудова семирічна школа, яка розміщувалася в приміщенні сільськогосподарського училища.

#### Яма (селище)
У зв'язку з будівництвом (1908-1911 рр.) Північно-Донецької залізниці (Харків—Ізюм—Донбас) та станції Яма (1911р.), на правому березі р. Бахмутка виникає пристанційне селище з однойменною назвою — Яма. Входить до складу Званівської волості Бахмутського повіту Катеринославської губернії.  
У вересні 1911 року завершені роботи та здана в експлуатацію залізнична гілка Лиман—Родакове Північно-Донецької залізниці та станція Яма.  
Влітку 1913 року запрацювали перші 4 шахтні печі (вагранки) Ямського доломітного заводу товариства "Доломіт". Від заводу до станції було прокладено залізничну гілку.  
7 вересня 1913 р. введено до експлуатації залізнична гілки Яма - Микитівка Північно-Донецької залізниці. Перший потяг зі станції Микитівка прийшов на станцію Яма.  
З квітня по грудень 1918 року в Ямі встановлюється влада Української Держави гетьмана Павла Скоропадського. Після видання Скоропадським «Федеративної Грамоти», в якій проголошувалася відмова від державної незалежності України на користь федералізації з небільшовицькою Росією, жителі Бахмутського повіту підтримали Антигетьманське повстання Директорії УНР під проводом Симона Петлюри. У грудні на станції Яма був створений Бахмутський повітовий ревком який координував дії повстанських загонів в Бахмутському та Слов'яносербському повітах. Велика частина повстанців знаходилися під впливом анархістів і єсерів, та частково підпорядковувалися Н. Махно.  
В середині січня 1919 р., після конфлікту анархістів і есерів з більшовиками, добровольчі українські і донські частини розірвали зв'язок між повстанцями північно-східної частині Бахмутського і Слов'яносербського повіту з центром на станції Яма. А вже 23 січня 1919 року (за іншими відомостями 17 січня) на станції Яма був утворений більшовицький Центральний Військово Революційний комітет Донецького басейну. При цьому більшовицький уряд в Харкові (ВУЦВК) на створення ревкому відреагувало негативно та з подивом. Член Донського бюро РКБ Френкель писав:
"Безсумнівно, що ця затія на станції Яма або авантюра або фантастична затія, абсолютно не викликається об'єктивними веліннями революції. Безсумнівно також і те, що буде, ймовірно, повторюватися, історія лютого — травня 1918 і слідом за станцією Яма, на цілому ряді інших станцій будуть організовані «республіки» «центрально-військово революційні комітети» і всякі інші і всякими дозвільними суб'єктами і шукачами пригод."
1 лютого, після захоплення більшовиками півночі Донбасу, ЦВРКД був легалізований як губернський орган влади — Донецький губернський виконавчий комітет, а після утворення 5 лютого другої Донецької губернії Донгубвиконком легально запрацював на ст. Яма.
З червні 1919 р. територію Ями зайняла Добровольча армія А. Денікіна. Селище було підпорядковано Харківській області ЗСПР. Денікінська влада протрималася до грудня, після чого під час наступу РСЧА Яма була захоплена більшовиками.
За даними перепису населених пунктів Артемівського округу 1926 р., до Ямської сільської ради належали: селище та ст. Яма, с. Радивонівка, с. Чорногорівка, Доломітний завод, хутір Куций Яр, Радгосп № 2 (Кам'янська зрошувальна дільниця), Профшкола сільськогосподарська, Казарма 420 в. зал., Будки 1, 4, 5, 423, 424 в. зал.
В 1927 році в селищі Яма навпроти залізничного вокзалу зводиться будівля школи, куди було переведено Ямсько-Кам’янську трудову семирічну школу, яку в 1933 році перейменовано на Ямську середню школу. 
В період 1938-1959рр. Яма — адміністративний центр Ямського району Сталінської області.
Указом Президії ВР УРСР від 27 січня 1950 р. селище міського типу Яма, селища Доломітного комбінату та радгоспу ім. Куйбишева і села Радивонівка та Чорногорівка об'єднали в один населений пункт — селище міського типу Яма. Також до складу Ямської селищної ради включили селище рудника Доломітного комбінату, присвоївши йому найменування — Доломітне.
28 червня 1961 р. смт Яма Артемівського району отримало статус міста районного підпорядкування. З 1962 р. Яму підпорядковано Краснолиманській міській раді, а в 1965 році повернуто в підпорядкування Артемівського району.
2 серпня 1973 року м. Яму перейменовано на м. Сіверськ.

### Російсько-українська війна
10 липня 2014 року, під час війни на сході України Сіверськ було звільнено від проросійських збройних формувань, під контролем яких місто перебувало з квітня 2014 року.

#### Територіальна оборона міста
Після відкритого вторгнення Росії 24 лютого 2022 р. більш як 70 мешканців міста виявили бажання захищати свої домівки від московської агресії у складі тероборони. У Сіверську почалося створення добровольчого формування територіальної оборони міста (ДФТГ). 
5 березня 2022 р. було сформовано командування, штаб та 3 взводи тероборонівців. Добровольче формування розташовувалося в приміщенні колишнього відділку поліції по вул. Центральній, де було організовано цілодобове чергування, працював телефон «гарячої лінії». Створена матеріальна база у вигляді автобуса для особового складу та легкового автомобіля. Проводилися зайняття з поводженням зі зброєю та з тактичної медицини. Налагоджена співпраця з підрозділами Збройних сил України та представниками Національної поліції.
Добровольці займалися зведенням та облаштуванням блокпостів та оборонних споруд навколо міста, боротьбою з мародерством, проявами сепаратизму, контрдиверсійними заходами, патрулюванням міста під час комендантського часу, реагуванням на сигнали громадян тощо.
Не дочекавшись державної легалізації, в травні 2022 р. міська тероборона припинила своє існування. Багато її учасників долучилися до лав ЗСУ.

## Промисловість
На території міста розміщено 85 підприємств, організацій і закладів. Промисловий потенціал міста представлений підприємствами, найбільші з них ТОВ «Сіверський доломіт», ДП «Ізосєв-1», залізнична станція, ВАТ «Сіверське хлібоприймальне підприємство», цегляний завод ЗАТ «Будіндустрія», хлібокомбінат.

## Культурні та освітні заклади
В місті працює музей Володимира Сосюри.
Працюють загальноосвітні школи, професійний ліцей, дошкільні заклади, Центр культури, бібліотеки, школа естетичного виховання, Центр дитячої та юнацької творчості, лікарня, спортивно-оздоровчий комплекс. Також у місті видається газета «Сіверські вісті» (до 1994 р. — «Ленінський шлях», «Доломітник»).

## Релігія
За релігійною приналежністю переважну масу вірян Сіверська становлять християни — православні та протестанти. 
Для потреб віруючих в місті працюють храми та молитовні будинки:
- Казанський храм РПЦ в Україні (вул. Садова).

- Пантелеймонівський храм РПЦ в Україні (вул. Ямська, колишній кінотеатр 40 років ВЛКСМ).

- Молитовний будинок Церкви євангельських християн-баптистів (вул. Незалежності).

- Зал царства Свідків Єгови (вул. Перемоги)

Також у місті регулярно правлять свої служби і представники інших протестантських течій.
В період 1992-1998 рр. в Сіверську в приміщенні колишнього МБК функціонувала парафія Української православної церкви Київського Патріархату зі статусом монастиря.

## Постаті
- Бездвірний Анатолій Андрійович (1922—1952) — Герой Радянського Союзу.
- Нещотний Геннадій Никанорович — бандурист, народний артист України.

### Очільники міста
- Ганкевич Леніні Юхимівна 1976-1987рр.
- Лисенко Олександр Арсентійович 1987-2002рр, 2006-2007рр.
- Гура Олександр Миколайович 2002-2006рр, 2010-2015рр.
- Черняєв Андрій Олександрович[18]2015-2017рр, 2020-до тепер
- Масюженко Василь Анатолійович[19][20]2017-2020рр.

## Галерея

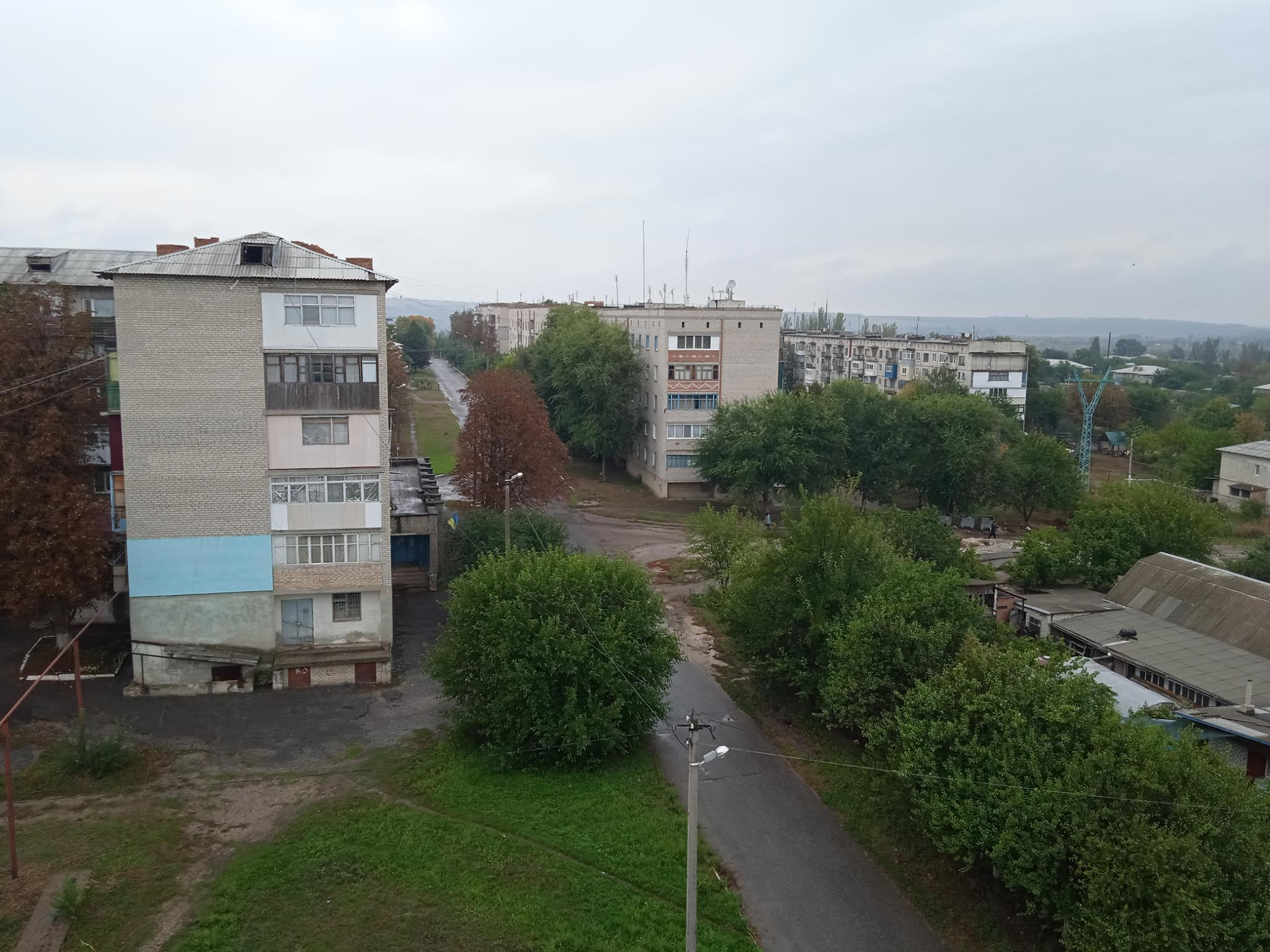
Сіверськ. вул. Садова
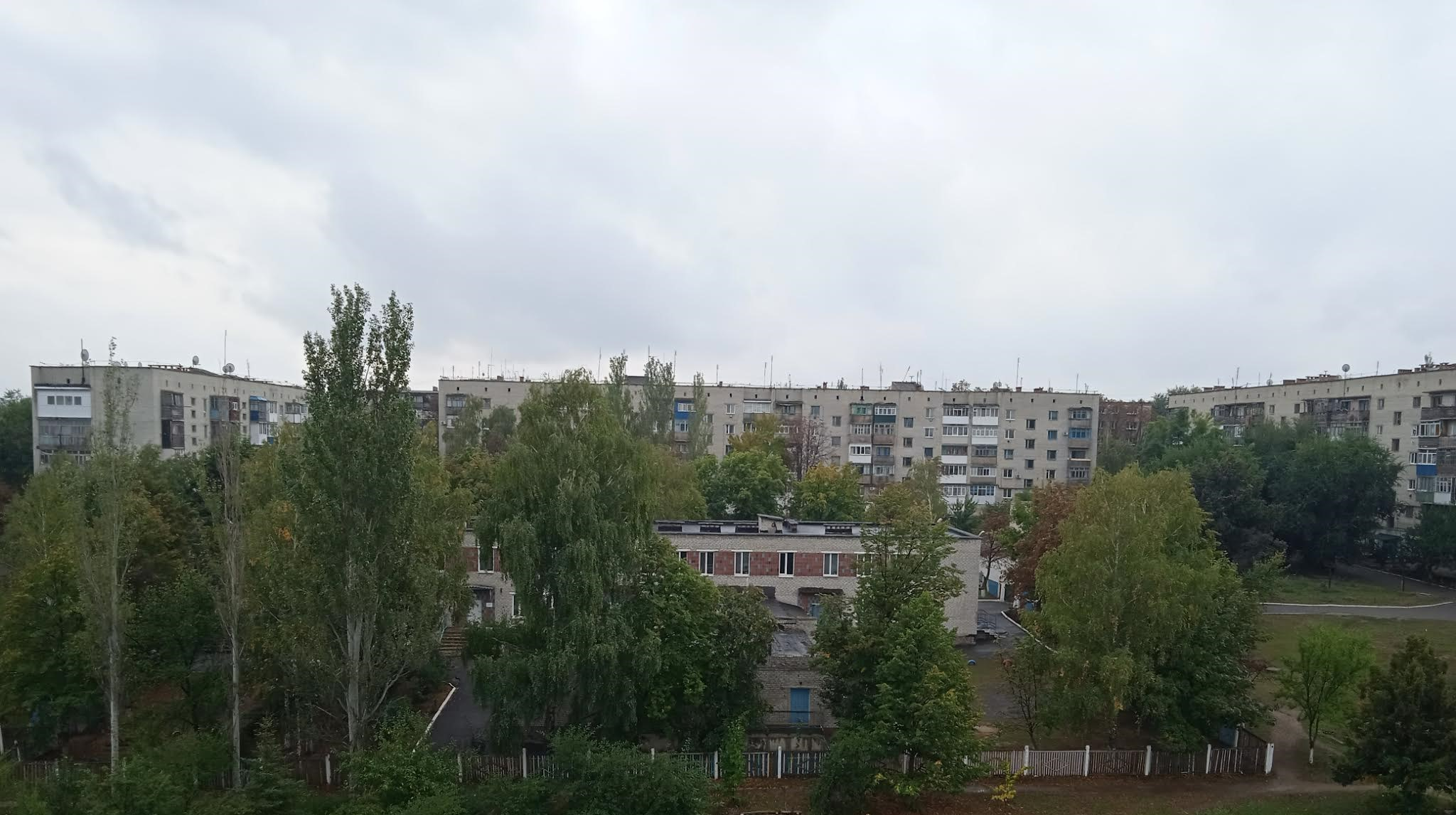
6-й квартал м-ну Доломітник, д/с "Золота рибка"
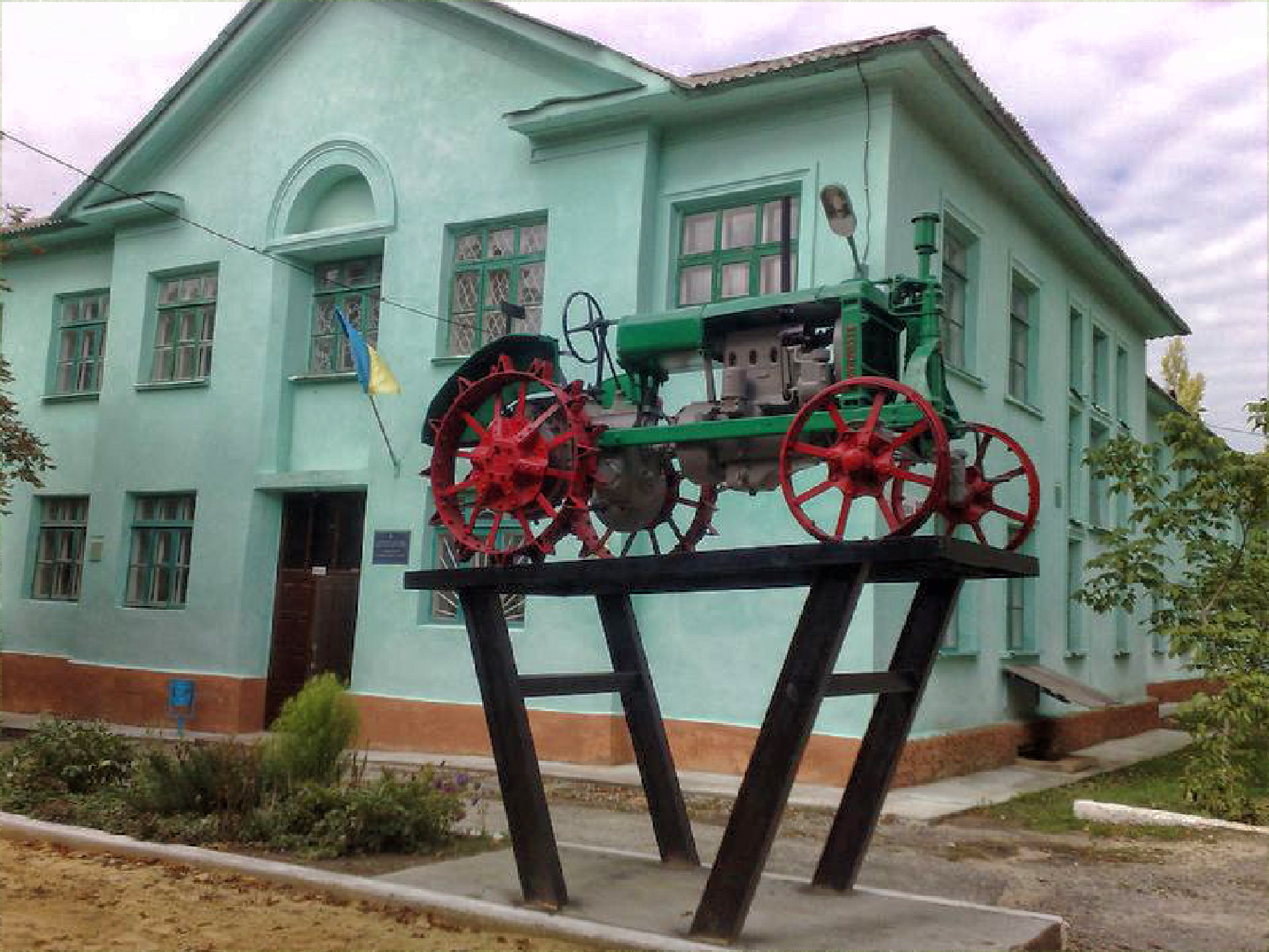
Трактор «Універсал»
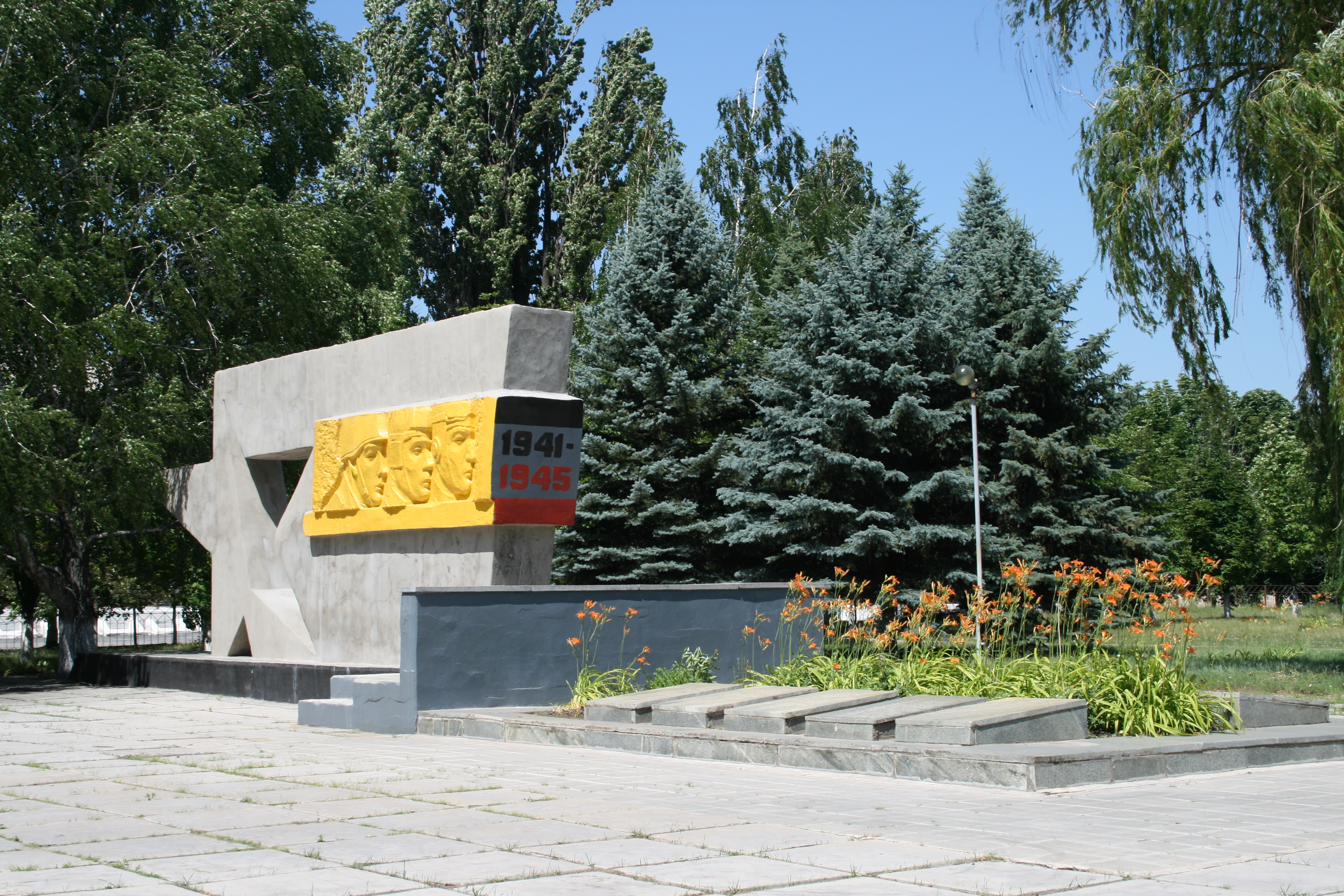
Братська могила червоноармійців часів другої світової війни біля школи №1
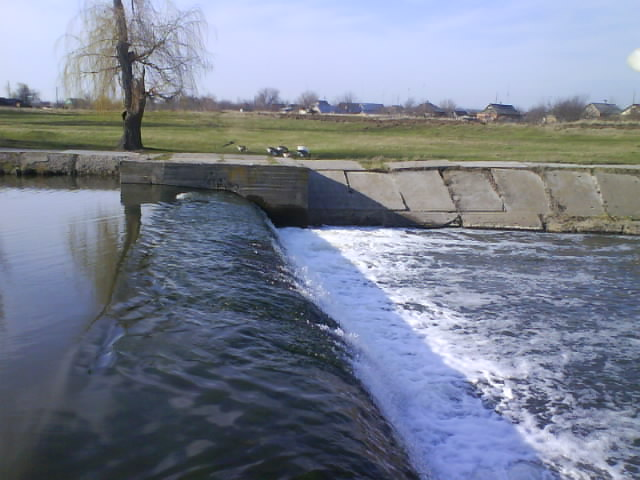
Дамба на річці Бахмутка у Сіверську
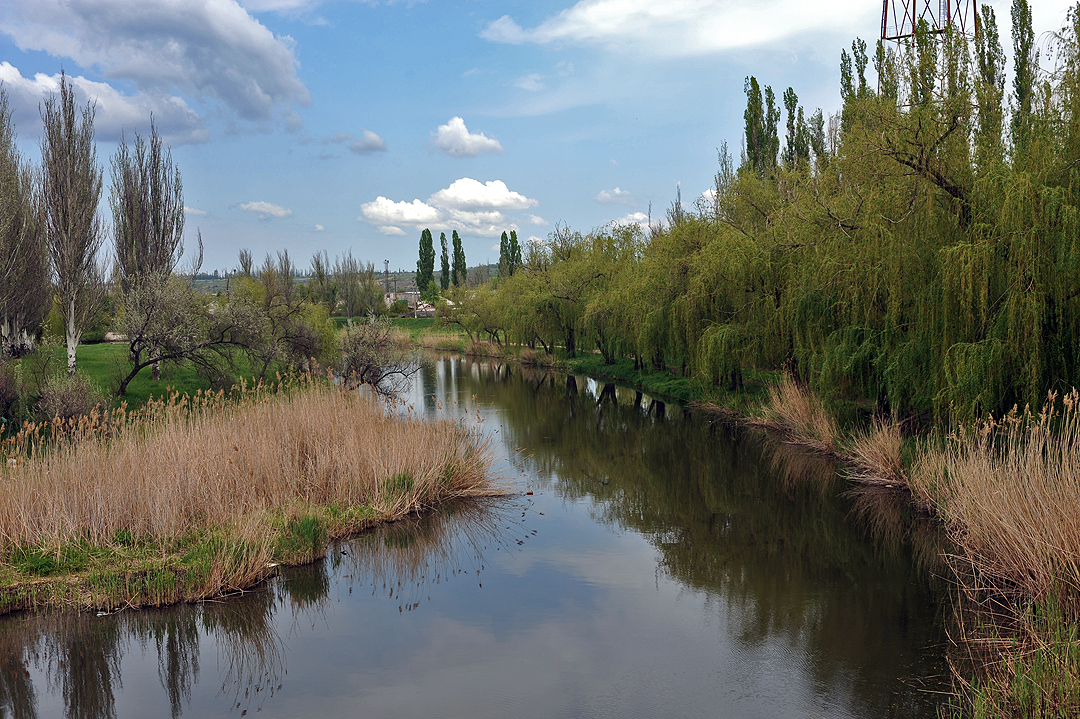
Бахмутка в Сіверську
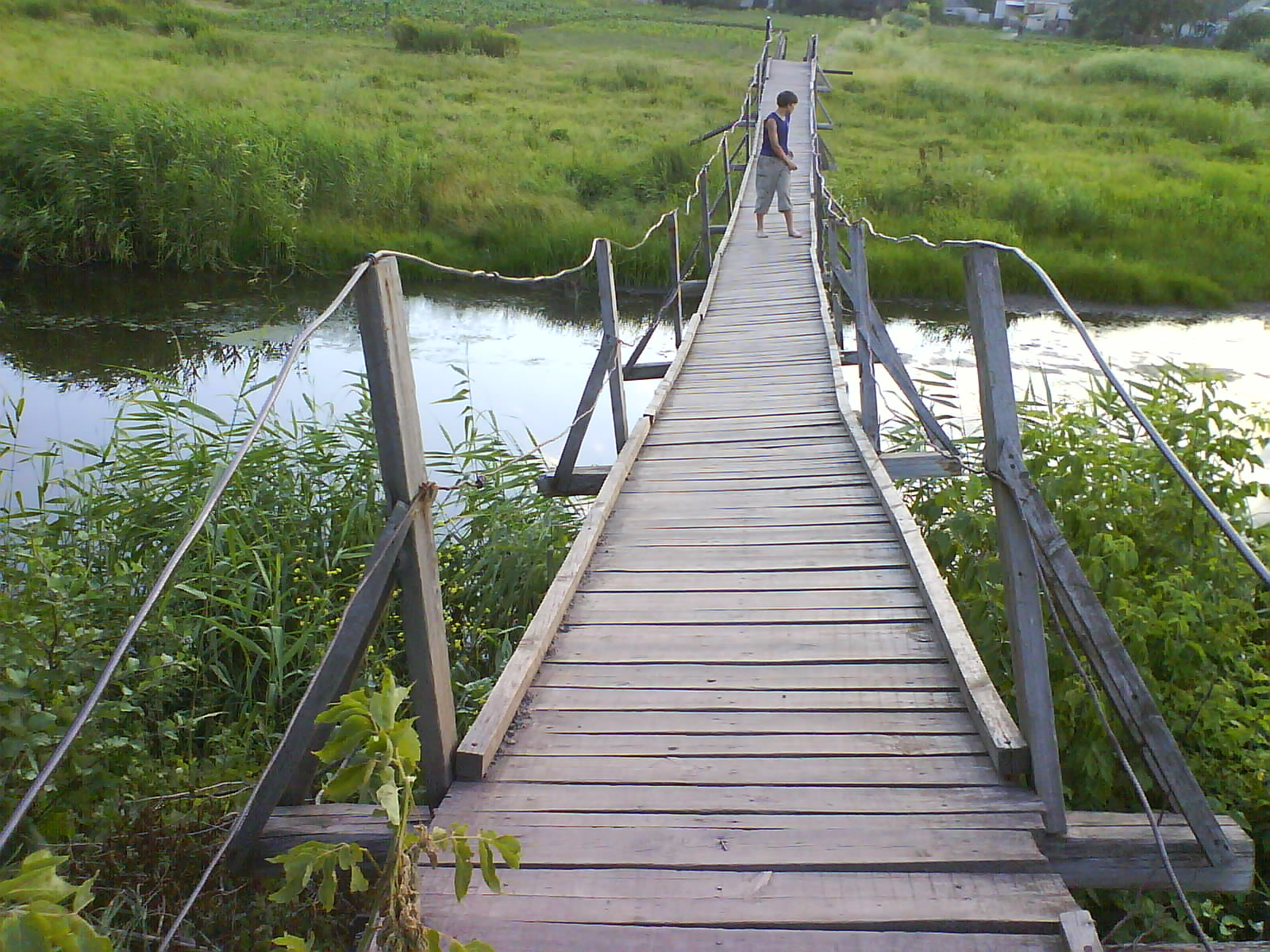
Один із небагатьох пішохідних мостів у Сіверську
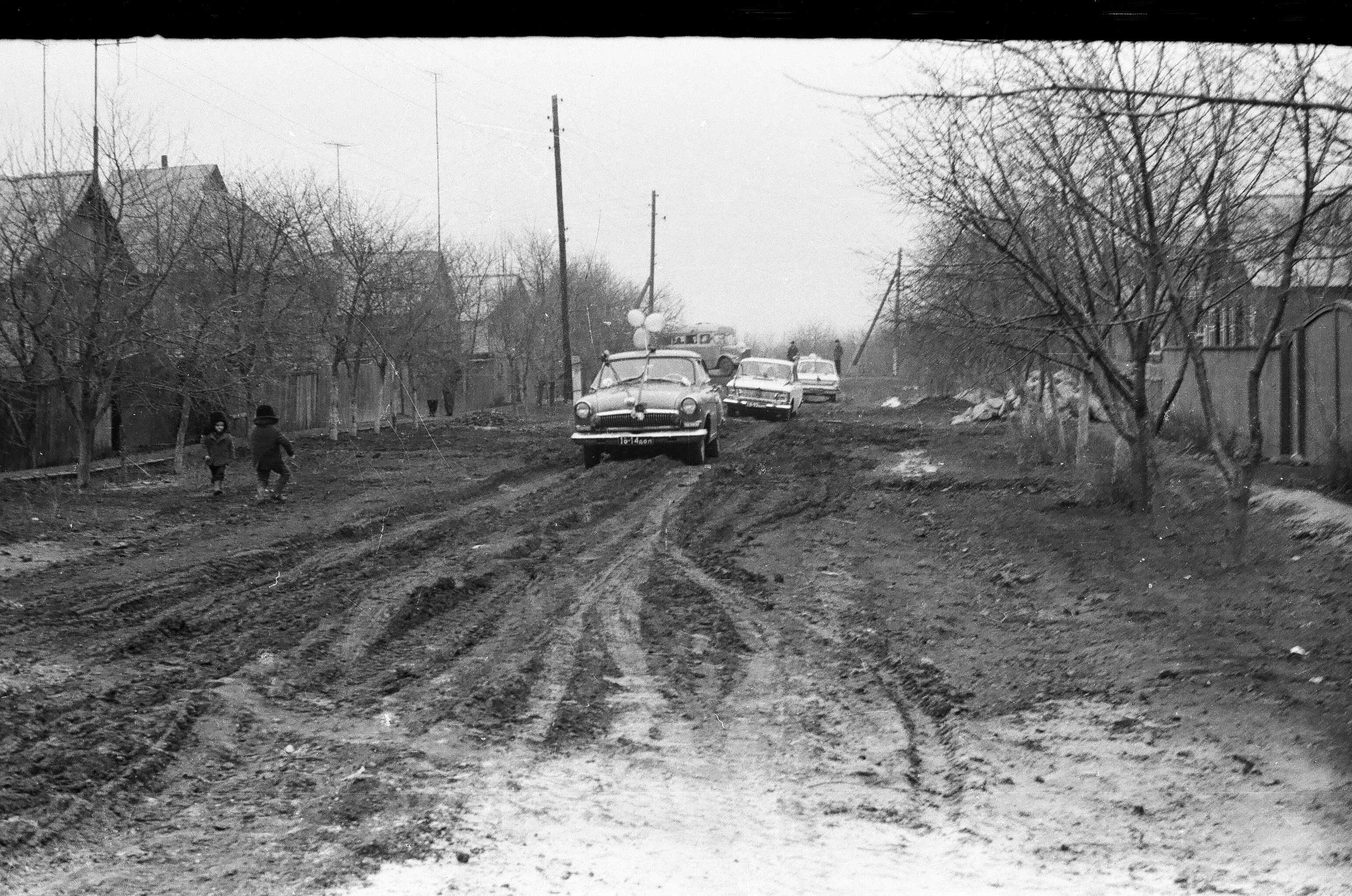
Типова вулиця міста Сіверська у 70-80 рр.